# Kwashie Ayité Ayivor
Kwashie Ayité Ayivor – togijski piłkarz grający na pozycji napastnika. W swojej karierze grał w reprezentacji Togo.

## Kariera klubowa
W swojej karierze piłkarskiej Ayité Ayivor grał w klubie AS FOSA Lomé.

## Kariera reprezentacyjna
W 1984 roku Ayité Ayivor został powołany do reprezentacji Togo na Puchar Narodów Afryki 1984. Na tym turnieju zagrał w jednym meczu grupowym, z Kamerunem (1:4).